# Museo y Galería de Arte Russell-Cotes
El Museo y Galería de Arte Russell-Cotes) es un museo y galería de arte ubicado en Bournemouth, Inglaterra. Se sitúa en la cima del llamado East Cliff, junto al Royal Bath Hotel.

## Historia y colecciones
En 1897, el arquitecto John Frederick Fogerty fue contratado por Merton Russell-Cotes, entonces propietario del Royal Bath Hotel, con el objetivo de construir una casa como regalo de aniversario para su esposa Annie. Originalmente llamada East Cliff Hall, fue construida en la sección noreste del jardín del hotel. Decorados sus interiores al estilo Art Nouveau por John Thomas y su hijo Oliver, la primera construcción de la casa fue completada en 1901. 
En 1907, Annie Rusell-Cotes donó el East Cliff Hall y todo su contenido como museo a la ciudad de Bournemouth, así como también Merton donó su bella colección de arte. A cambio, ambos fueron nombrados ciudadanos honorarios. Continuaron viviendo en parte de la casa y durante los diez siguientes años invirtieron en la construcción de una ampliación así como llevaron a cabo otras donaciones, incluyendo el pleno dominio del edificio. Este fue oficialmente inaugurado por la Princesa Beatriz en 1919. Tras el fallecimiento de éstos, el Borough of Bournemouth tomó el control del funcionamiento del East Cliff Hall y lo reinauguró como el Museo y Galería de Arte Russell-Cotes el 10 de marzo de 1922. Tras la muerte de Sir Merton, el museo fue ampliado hasta abarcar la parte de la casa que éste antes ocupaba; otra ampliación más fue abierta en el año 2000.
La casa y su nuevo anexo exponen diversos artículos reunidos a lo largo de los viajes por el extranjero de Sir Merton, especialmente durante aquellos efectuados a Japón, así como los cuadros que componían su colección de arte privada. Uno de los espacios es llamado el Museo de Sir Henry Irving; ya que éste, amigo de los Russell-Cotes, se había alojado en dicha habitación. Cuando Irving falleció en 1905, esa habitación fue dedicada a su memoria. Los artículos adquiridos en la venta de las pertenencias de Irving formaron la base del museo que lleva su nombre y fueron expuestos junto a las memorias relatadas por algunos de sus contemporáneos, como Ellen Terry o Sarah Bernhardt.

## Exposiciones
Las exposiciones de arte contemporáneo que se llevan a cabo dos veces al año mantienen las obras de la colección principal, e incluyen, desde 2011, al pintor Jonathan Yeo y al escultor Jon Edgar

## Comodidades para los niños
El nuevo anexo posee además un restaurante y un área de juegos para niños pequeños. La galería de arte, en su ampliación antigua, exhibe una amplia y continuamente cambiante colección de dibujos y estatuas. Los niños más mayores son invitados a completar una "hoja de detective", encontrando, por ejemplo, dónde se hallan las imágenes del murciélago, el Martín Pescador u otros animales y aves. 

## Galería

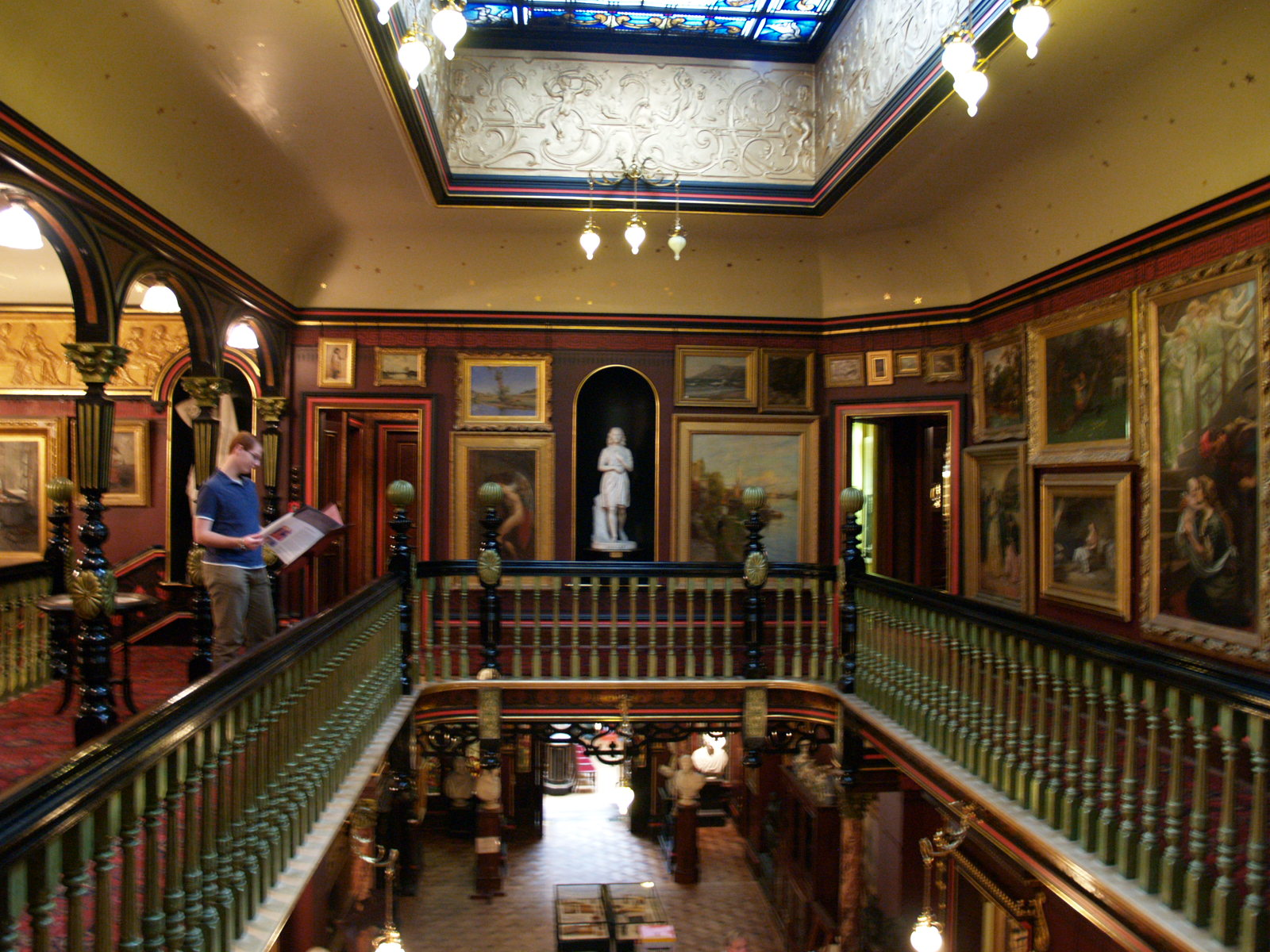
Interior del vestíbulo del Museo.

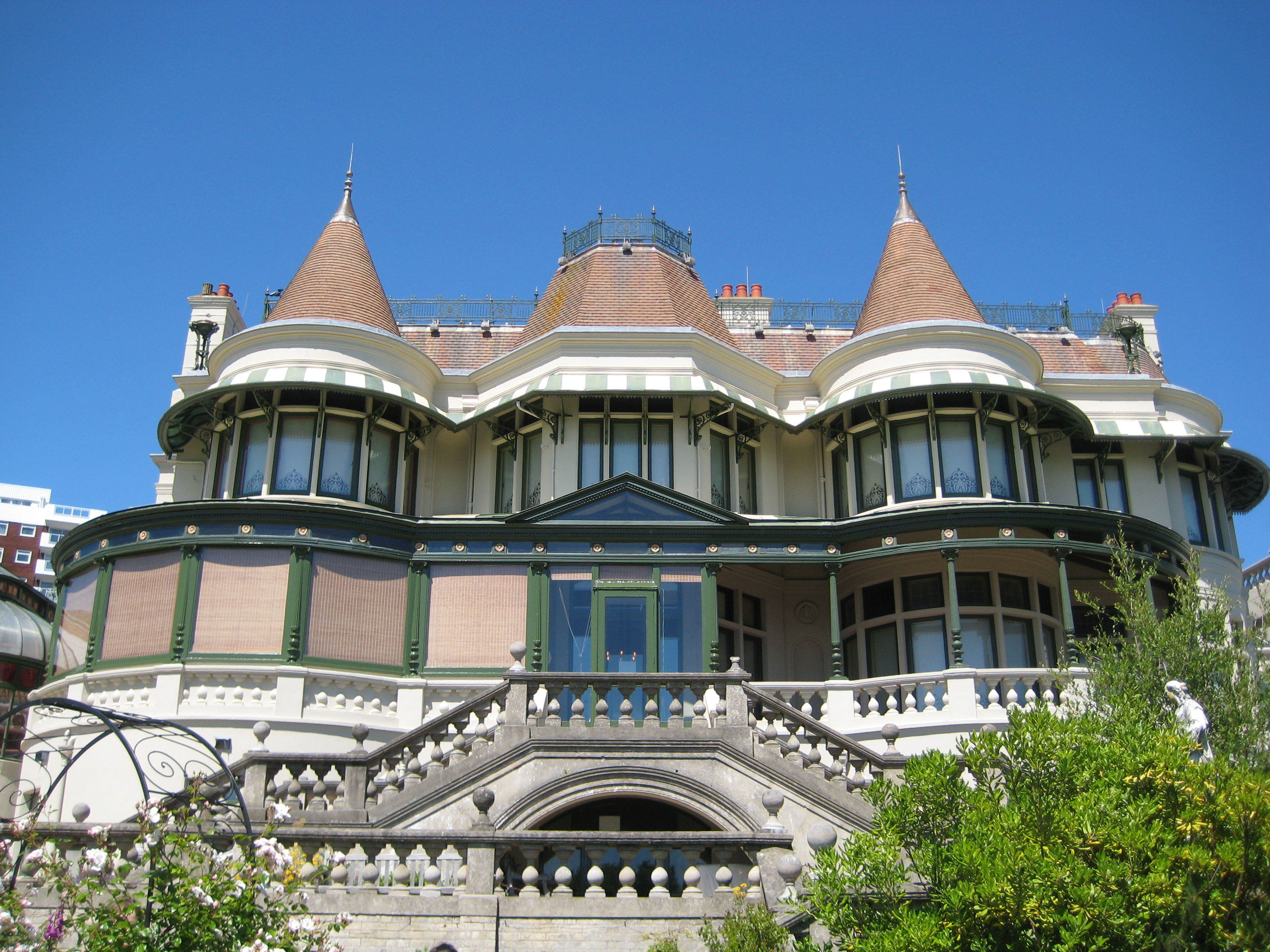
Exterior del Museo durante la restauración en el verano de 2007.